# 近畿陸軍第一師
近畿陸軍第一師，中華民國北洋政府時期的陸軍編制，歷史上有兩支部隊使用該番號。第一支于1912年8月由原近畿陸軍第一鎮改稱，第二支于1924年12月以原陸軍第九混成旅為基礎，收編陸軍第二十三混成旅大部、江西混成團組建。

## 第一次編組（1912年8月-1925年2月）

#### 組建
近畿陸軍第一師前身為清末新政中于1905年（光緒三十一年）編成的近畿陸軍第一鎮。該鎮士兵主要屬旗籍，先後駐防保定、北京仰山窪等地。鳳山、何宗蓮相繼擔任該鎮統制。1911年9、10月，第一鎮由北京開往察哈爾一帶駐防，以一協兵力守衛黃河鐵橋。 1912年1月，第一鎮第一協開往綏遠參與對當地民軍的作戰，占領薩拉齊、托克托等縣。共和告成后，第一協調回北京一標，留綏混成一標。2月，第一鎮步兵第四標开赴河南剿匪，至5月肃清巨匪秦椒紅、李鴻賓、袁振聲等部。4月，第一鎮參與鎮壓歸綏兵變。
1912年8月，近畿陸軍第一鎮改番號為近畿陸軍第一師，分駐張垣及多倫、歸化等處，師長何宗蓮。同年， 騎兵第一標與駐察哈爾步兵一營，鎮邊馬隊一營合編為獨立騎兵團。1913年年初該師序列為：
師長 何宗蓮
參謀長 董式梴 二等參謀官 穆山 中軍官 王者賓 正軍械官 牛葆恆
·第一旅 旅長 李奎元 參軍官 忠俊 
步隊第一團 團長 李煥章 團附 連城
第一營 營長 劉虎臣 第二營 營長 劉蔭榮 第三營 營長 雙俊
步兵第二團 團長定勳
第一營 營長 張之浩 第二營 營長 楊以來 第三營 營長 鉄福
·第二旅 旅長于有富 下轄
步隊第三團 團長 宫長溎 團附 全斌
第一營 營長 麟貴 第二營 營長 李朝棟 第三營 營長 斌啓
步兵第四團 團長 張鳳鳴
第一營 營長 陸鎔 第二營 營長 靳永泰 第三營 營長 劉漢歧
·馬隊第一團（獨立騎兵第一團） 團長 孟效曾 團附 文華
第一營 營長 特克慎 第二營 營長 孔祥森 第三營 營長 興福
·礮隊第一團 團長褚其祥 團附 崑福 副軍械官 鉄全
第一營 營長 朱朝濱 第二營 營長 興壽 第三營 營長 來群 
·工程第一營 營長 李譽俊
·輜重第一營 營長  曹福祿
共約11,000餘人。

#### 對蒙作戰
1913年，為應對作戰，步兵第二旅一度改爲第二混成旅。6月，獨立騎兵團駐綏遠部隊編入綏遠陸軍第一混成旅，但仍挂名于第一師内。

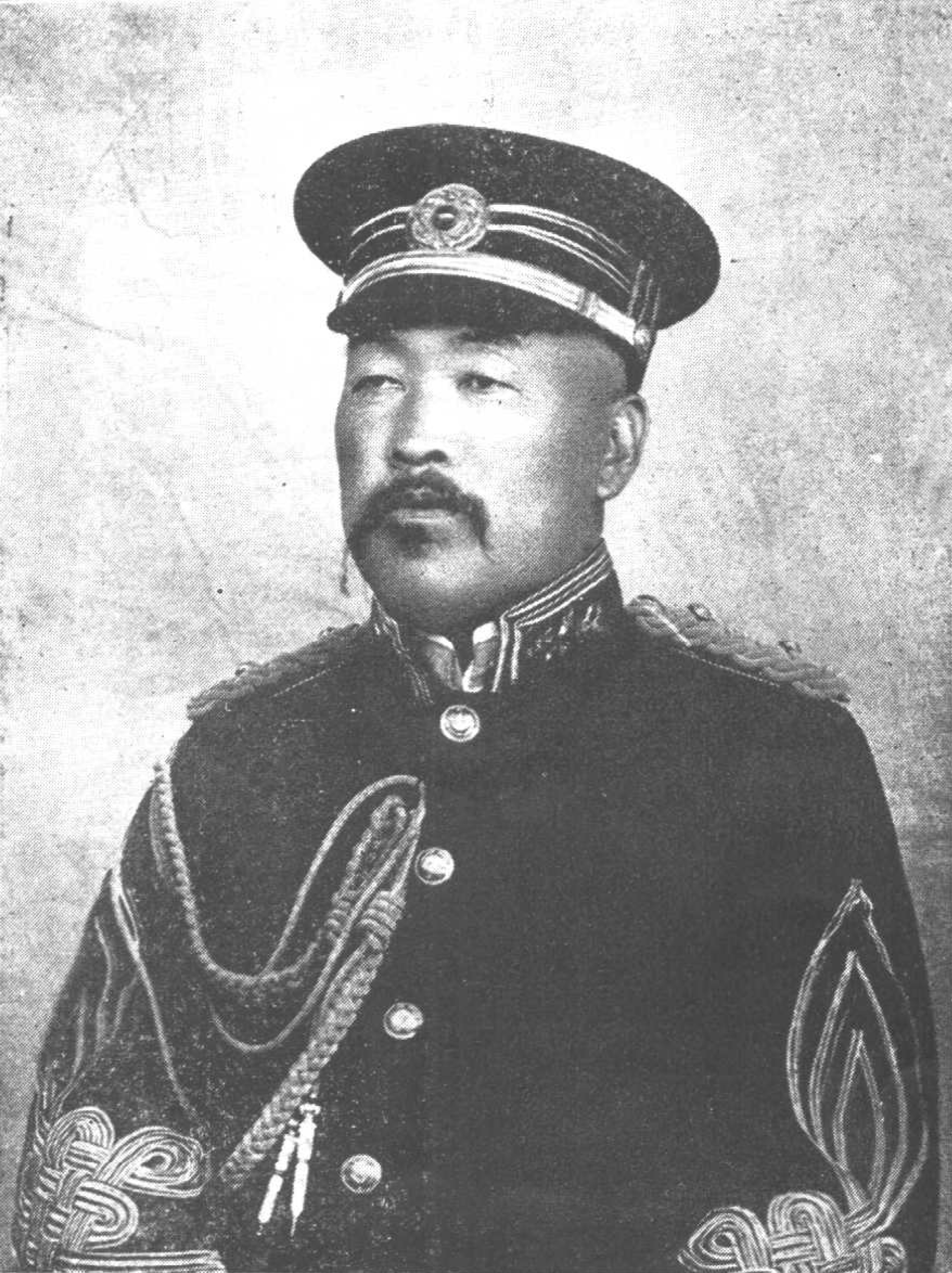
何宗蓮

1912年末到1913年，近畿陸軍第一師在察哈爾參加了對外蒙古軍隊的防禦作戰，由於軍事素質不高，且兵員多來自滿蒙八旗，戰鬥意志消極，作戰屢遭失敗。1913年5月，步兵第一旅在西蘇尼特襲擊外蒙軍包金升部時遭遇沙塵暴，全軍嘩潰，旅長李奎元重傷。8月，步兵第二旅第四團、獨立騎兵團在大王廟遭到外蒙軍突襲，丟失該重要據點，幾近全軍覆沒，第二旅旅長于有富僅以身免。步兵第三團團長宫長溎則率部在張家口逗留，拒絕開往前綫。此後，第一師部隊主要承擔輔助任務，協助友軍收復西蘇尼特、滂江、百靈廟等處。
1913年6-8月，近畿陸軍第一師將步兵第一、二、四團，騎兵第二、三營遣散，並從各省挑募鄉民另練補充旅。8月29日，蔡成勳接替李奎元擔任第一旅旅長，並兼補充旅司令官。9月28日，褚恩榮接替於于有富任第二混成旅旅長。補充旅共計步兵六營、騎兵一營，嗣後編為步兵第一旅、騎兵第二營，又在多倫招募步兵一團、騎兵一營，編為步兵第四團、騎兵第三營。
1913年末到1916年，近畿陸軍第一師在察哈爾地區承擔剿匪任務，1914年4月在拉白廟擊敗俘虜外蒙僞都統圈爾吉喇嘛，1915年1月在陶林擊敗大股蒙匪。
1914年4月，原編入綏遠陸軍第一混成旅之原混成標部隊返回第一師建制，開回察哈爾。
1914年6月，第一旅步兵第三營在張家口發生兵變，第一師師長何宗蓮因此自請辭職。8月13日，以蔡成勳署理陸軍第一師師長，李煥章署理第一旅旅長。兩人在次年4月14日實任師長、旅長職務。

#### 蔡成勳時期與移駐綏遠
1914年10月，步兵第三團劃歸川省，1915年2月該團正式改為陸軍第十三混成旅步兵第一團，隨四川將軍陳宧入川。

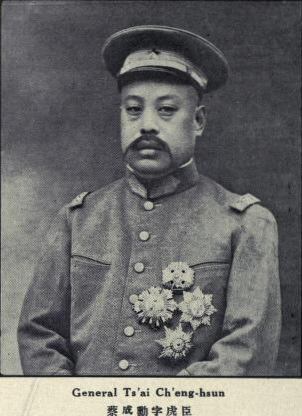
蔡成勳

1915年末，綏遠發生盧占魁之亂，1916年1月，第一師出援歸綏，進入達賴特、準噶爾、伊克昭等盟旗，將盧占魁等部土匪驅往陝西、寧夏。4月，第一師先由張家口調往北京一帶拱衛中央，後開往山西運城、河南陝州一帶準備進攻陝西護國軍。袁世凱死後進攻計劃取消，第一師調回北京，駐紮北苑，旋再派褚恩榮率第二旅前往綏遠剿匪。此後第一師以第一旅駐扎北京，第二旅駐扎綏遠地區。
1916年7月10日，京畿執法處衛隊兩營及前奉天將軍所部之衛隊一營合編為步兵第三團，補入第一師。
1916年末，步兵第二旅在綏遠公忽洞追擊土匪，遭盧占魁部伏擊，第三團第一營投降全員被俘，該旅被迫回撤綏西包頭防守，此後一直留駐當地。
1917年6月，綏遠混成旅旅長王丕煥發動政變，乘都統蔣雁行晉京之際殺死副官長、代理都統張鳳朝。政變後，王昇褚恩榮為綏西鎮守使，沈廣聚則繼任第二旅旅長。 7月張勳復辟，褚恩榮先附和王丕煥公開通電支持復辟，後又通電轉而支持討伐。在北京，第一師駐京之第一旅對張勛復辟先作觀望，後見張勳大勢已去，隨討逆軍向東安門、南河沿一帶進攻，攻占張軍司令部。
1917年8月6日，陸軍第一師師長蔡成勳被任命為綏遠都統，前往綏遠查辦復辟問題，第一師全軍隨之移往綏遠駐守，此後持續四年之久。8月2日，褚其祥接替沈廣聚任步兵第二旅旅長，沈廣聚則降任砲兵第一團團長。此時第一師序列為：
師長 蔡成勳
·步兵第一旅 旅長李煥章 
步兵第一團 團長楊以來
步兵第二團 團長劉玉琦
·步兵第二旅 旅長褚其祥 
步兵第三團 團長陸鎔
步兵第四團 團長靳永泰
·騎兵第一團 團長馮紹閔
·砲兵第一團 團長沈廣聚
另有工程、輜重各營
1918年3月13日，楊以來接任步兵第一旅旅長。 1918年10月，此前招安之盧占魁部匪徒再次叛亂，褚其祥步兵第二旅應對不利，大敗，12月15日，沈廣聚繼任第二旅旅長，指揮部隊將盧占魁匪部驅入陝西。

#### 開往江西
1921年，蔡成勳調京任陸軍總長，仍兼第一師師長，計劃7月將陸軍第一師調往北京。由於第二旅旅長沈廣聚一直不滿蔡久居師長之位，並有風言稱是其策動第一旅兩營在薩拉齊兵變， 蔡成勳遂于7月24日免去沈廣聚職務，以馮紹閔署理第二旅旅長。沈廣聚拒不解職，同時拒絕將第二旅從包頭開往京兆，並發電聲討蔡成勳。在馬福祥、高在田等人多方調解后，直到10月沈才同意在補發軍餉，給予合適位置條件下交出軍隊。因此事延宕日久，第一師大部仍駐綏遠，僅少數部隊開往懷來。
1922年6月，由於孫中山北伐江西，江西督軍陳光遠無力抵抗，蔡成勳遂就任援贛軍總司令，率領陸軍第一師、河南陸軍第一師、綏遠陸軍第一旅（缺一團）等部南下增援江西。7月，蔡成勳在南昌部署三路南下進攻北伐軍，然此時陳炯明在廣州發動政變驅逐孫中山，北伐軍被迫回師，因此第一師並未實際戰鬥即收回贛南地區。9月，蔡成勳任督理江西軍務善後事宜，第一師遂分駐江西各地，此時序列為：
師長 蔡成勳
·步兵第一旅 旅長楊以來 
步兵第一團 團長陳銓衡
步兵第二團 團長張慶昶
·步兵第二旅 旅長馮紹閔
步兵第三團 團長關純一
步兵第四團 團長靳永泰
·騎兵第一團 團長胡建中
·砲兵第一團 團長張玉書
另有工程、輜重各營
1923年10月，原駐江西吉安之豫軍樊鍾秀部南下投奔孫中山，第一師第一旅楊以來部參與了江西軍隊在遂川對樊的圍攻戰，重創樊軍。
1924年9月，蔡成勳參與江浙戰爭，以第一師第一旅旅長楊以來為援浙軍總指揮，以第一師第一旅、炮兵一團、暫編第三旅、第二十三混成旅攻浙。贛軍長驅直入，浙軍毫無抵抗，進占衢州。
1924年10月，樊鍾秀率領北伐軍再次進入江西，第一師第二旅馮紹閔部在遂川迎擊，將之逐出贛境。

#### 倒蔡風潮與改编、解散
1924年11月，贛南鎮守使方本仁與第九混成旅旅長鄧如琢發起倒蔡（成勳）運動，向南昌進軍，17日在遂川擊敗馮紹閔第二旅。馮旅一路撤退，與楊以來第一旅合兵在樟樹設防。方、鄧軍于12月6日追到樟樹，方軍三路攻擊，第一師大潰，第一師第一旅旅長楊以來被俘，殘部退往湖口、贛東。當日，蔡成勳乘船逃亡上海，臨行前委任楊以來署理近畿陸軍第一師師長，由於楊被俘，實際由馮紹閔代理師長一職。12月末，馮紹閔向方本仁輸誠，獲番號江西陸軍第三師。
1925年1月初，楊以來從南昌越獄逃回部隊，復自署第一師師長，率第一旅殘部與江西暫編第三旅反攻南昌，為方本仁擊退。1月21日，執政府發表馮紹閔為江西陸軍第三師師長，馮部第一師第二旅遂正式改編為江西陸軍第三師，脫離第一師序列。
2月，方本仁派兵將楊以來第一旅逐入安徽婺源，此時楊部僅餘千人。24日，北京政府免去楊以來第一師第一旅旅長職務，第一次編成之近畿陸軍第一師遂在正式編制上結束。3月，楊部退入浙境，最終分別為浙江、江西分別給資遣散。

## 第二次編組（1924年12月-1926年12月）

#### 重新組建與圖皖失敗
1924年12月，方本仁攻入南昌接掌贛政后，將所屬各部進行擴充，以鄧如琢第九混成旅，敵前收降之第二十三混成旅大部及補充團一團合編為近畿陸軍第一師，以鄧如琢代理師長。12月4日，譚延闓以湘滇贛聯軍攻贛，席捲贛南，于16日克吉安，威脅南昌。25日，方本仁出兵三路攻擊湘軍，以鄧如琢第一師為右翼，在三曲灘大破湘軍，湘軍失槍五千餘支，被逐出江西。
1925年1月22日，執政府正式發表鄧如琢為陸軍第一師師長，駐扎贛北，下轄：
·步兵第一旅 旅長劉寶題
·步兵第二旅 旅長秦虎宸
共有步兵四團，炮兵一團，騎兵一團，工輜各一營，機關槍手槍射擊各一隊，迫擊炮一隊，約近7000人。該師實力强勁，被評價爲江西軍隊最善戰之部分。
1925年10月，奉浙戰爭起，方本仁、鄧如琢組織贛皖聯軍北上攻奉，鄧任前敵總指揮。鄧如琢遂率陸軍第一師與江西陸軍補充旅開往安徽安慶、蚌埠，奪取安徽地盤。11月25日，執政府發表第一師師長鄧如琢為督辦安徽軍務善後事宜。11月末，第一師與皖南鎮守使王普之安徽陸軍第三旅在蕪湖發生衝突，江蘇孫傳芳又發表陳調元為皖軍總司令，帶兵入皖。12月初，鄧如琢放棄就任安徽督辦職務，率第一師等部回九江駐防。

#### 鄧如琢督贛
1926年3月，江西督辦方本仁與吳佩孚交惡，擬調贛軍攻鄂，引發各師不滿。24日，吳佩孚、孫傳芳會電任命第一師師長鄧如琢為江西總司令，策動其倒方。江西諸師皆擁鄧掌贛，方本仁被迫于4月1日下野，鄧如琢遂于18日率陸軍第一師一部進駐南昌，執掌贛政。第一師此時于駐扎南潯鐵路一綫。
1926年4月10日，原第一旅旅長劉寶題升任贛西鎮守使，第一旅旅長由原第二旅旅長秦虎宸褫升，第二旅旅長則由原第四團團長岳思寅褫升。

#### 北伐戰爭
1926年7月，北伐戰爭開始，9月6日國民革命軍第十四軍賴世璜部攻陷贛州，8日鄧如琢率近畿陸軍第一師抵達樟樹鎮督戰。16日，鄧如琢親督近畿陸軍第一師、江西陸軍第一師、陸軍第九混成旅等部在新喻迎擊國民革命軍第二軍、第三軍主力。兩軍激戰三天，贛軍先成功擊退北伐軍數次進攻，並擊斃國民革命軍第二軍第十二團團長鄧赫績，殺傷甚重，第三軍第十九團幾乎傷亡殆盡。后北伐軍第六師劉鳳團迂迴側後以火炮轟擊陣地，加以正面衝鋒肉搏，贛軍始潰退至樟樹一帶，與北伐軍隔河對峙。
9月19日，國民革命軍第一軍第一師，第六軍乘贛西北防禦空虛，從高安、奉新突襲攻占南昌。20日，鄧如琢急派陸軍第一師、第九混成旅回援，激戰兩日，第一師第二旅旅長岳思寅首率第四團攻入城内，于23日克復南昌。
10月6日，江西軍務善後督辦、贛軍總司令、第一師師長鄧如琢因丟失南昌被迫引咎辭職，由原第二旅旅長岳思寅繼任第一師師長。第一旅旅長秦虎宸因競爭師長失敗，憤而出走，其職由第一團團長孫富慶繼任。
9月27日，國民革命軍第二、三軍再次向南昌發動進攻，于10月9日合圍南昌城内的陸軍第一師與第九混成旅。岳思寅指揮贛軍堅守城池，數度擊退北伐軍進攻，並派遣敢死隊出城襲擊，重創北伐軍第二師第六團。12日，岳思寅指揮工兵將南昌城外市街燒毀，北伐軍失去掩護，只能于14日撤圍而去。
11月2日，北伐軍再次向南昌發動進攻，截斷南昌守軍後路。8日南昌城守軍第一師等部投降，師長岳思寅被俘，后被公審槍決。中央第一師殘部四千餘人在第二旅旅長王樂善的帶領下向浙江撤退，王隨即被任命為第一師代師長。12月。陸軍第一師開往寶應一帶休整，12月24日，王樂善屬陸軍第一師殘部被改編為陸軍第十三混成旅，王任旅長，第二次編成之近畿陸軍第一師遂結束。

## 歷任師旅長

### 近畿陸軍第一師師長

#### 第一次組建
何宗蓮（1912.8-1914.8.13）
蔡成勳（1914.8.13-1915.4.14署 1915.4.14-1925.1）
馮紹閔（1924.12-1925.1.21代）

#### 第二次組建
鄧如琢（1925.1.22-1927.10.6）
岳思寅（1927.10.6-1927.11.8）
王樂善（1927.11-1927.12.24代）

### 近畿陸軍第一師第一旅旅長

#### 第一次組建
李奎元（1912.8-1913.8.29）
蔡成勳（1913.8.29-1914.8.13）
李煥章（1914.8.13-1915.4.14署 1915.4.14-1918.3.13）
楊以來（1918.3.13-1925.2.24）

#### 第二次組建
劉寶題（1925.2-1926.4.10）
秦虎宸（1926.4.10-1927.10.7）
孫富慶（1927.10.7-？）

### 近畿陸軍第一師第二旅旅長

#### 第一次組建
于有富（1912.8-1913.9.28）
儲恩榮（1913.9.28-1927.8.2）
褚其祥（1917.8.2-1918.12.25）
沈光聚（1918.12.25-1921.7.24免職令/1921.10實際卸任)
馮紹閔（1921.7.24/1921.10-1925.2.24）

#### 第二次組建
秦虎宸（1925.2-1926.4.10）
岳思寅（1926.4.10-？）
王樂善（？-1927.12.24）